# Подільський експрес (поїзд № 769/770—757/758)
Подільський експрес — двогрупний регіональний фірмовий пасажирський потяг 2-го класу Південно-Західної залізниці № 769/770—757/758 сполученням Київ — Кам'янець-Подільський / Могилів-Подільський. Протяжність маршруту складає — 479 км (до Кам'янця-Подільського) / 382 км (до Могилева-Подільського). Другий склад потяга № 771/772 «Подільський експрес» курсує за маршрутом Київ — Хмельницький. Протяжність маршруту складає — 366 км.
На дані потяги є можливість придбати електронні проїзні документи. Їхня вартість може відрізнятися залежно від дня тижня, у який здійснюється поїздка. Для замовлення проїзних документів є можливість скористатися сайтом або офіційним додатком «Укрзалізниці» для android та IOS, додатком «Приват24» або придбати його у залізничних касах.

## Історія
Вперше «Подільський експрес» за маршрутом Київ — Хмельницький був призначений у травні 2004 року.
З 20 серпня 2004 року призначений другий склад нового прискореного потяга «Подільський експрес» № 183/184 сполученням Київ — Хмельницький, який підготували до головного свята держави — Дня Незалежності України, залізничники Південно-Західної залізниці. Провести пасажирів цього потяга у перший рейс і побажати їм щасливої дороги прибув Міністр транспорту і зв'язку України-Генеральний директор «Укрзалізниці» Георгій Кірпа. Вагони цього потяга, які, як виявилося, перш ніж стати до складу «Подільського експреса» раніше були вагонами-ресторанами. Деяким з них було вже за 30 років. Залізничники Південно-Західної магістралі повністю їх модернізували, окрім металевого каркаса. Перший «Подільський експрес», який до цього вже 3 місяці курсував між Києвом та Хмельницьким, також складався з таких реконструйованих вагонів. Потяг має неабиякий попит у пасажирів. Так, за інформацією пасажирської служби Південно-Західної залізниці, населеність вагонів першого потяга «Подільський
експрес» становила 95 %. Показники не гірші, ніж у швидкісних «Столичних експресів».
Попередньо було проведено анкетування пасажирів і саме за їхніми побажаннями встановили графік курсування нового «Подільського експреса». Тож другий прискорений потяг «Подільський експрес» № 183/184 за маршрутом Київ — Хмельницький відправлявся зі станції Київ-Пасажирський о 17:00 і прибував до станції Хмельницький о 21:30, у зворотному ж напрямку — вирушав зі станції Хмельницький о 04:20, до столиці прибував о 08:50. «Подільський експрес» долав шлях від Києва до Хмельницького всього за 4,5 год, тоді як звичайні потяги — майже 9 годин. Потяг зупиняється на станціях Козятин I та Вінниця. Вартість квитків до вагонів 1-го класу з одного кінцевого пункту прямування до іншого становила на той час — 30 ₴, у вагони 2-го класу — 20 ₴.

## Інформація про курсування
Перший склад «Подільського експресу» курсує цілий рік, щоденно. На маршруті руху потяг зупиняється на 7 проміжних станціях.
| Розклад руху потяга «Подільський експрес» № 769/757—770/758 з 8 грудня 2019 року | Розклад руху потяга «Подільський експрес» № 769/757—770/758 з 8 грудня 2019 року | Розклад руху потяга «Подільський експрес» № 769/757—770/758 з 8 грудня 2019 року | Розклад руху потяга «Подільський експрес» № 769/757—770/758 з 8 грудня 2019 року | Розклад руху потяга «Подільський експрес» № 769/757—770/758 з 8 грудня 2019 року |
| Час прибуття                                                                     | Час відправлення                                                                 | Станції                                                                          | Час прибуття                                                                     | Час відправлення                                                                 |
| -------------------------------------------------------------------------------- | -------------------------------------------------------------------------------- | -------------------------------------------------------------------------------- | -------------------------------------------------------------------------------- | -------------------------------------------------------------------------------- |
| —                                                                                | 14:55                                                                            | Київ                                                                             | 09:20                                                                            | —                                                                                |
| 21:51                                                                            | —                                                                                | Могилів-Подільський                                                              | —                                                                                | 02:20                                                                            |
| 22:49                                                                            | —                                                                                | Кам'янець-Подільський                                                            | —                                                                                | 00:55                                                                            |

Актуальний розклад руху вказано у розділі «Розклад руху призначених поїздів» на офіційному вебсайті «Укрзалізниці».
Група вагонів безпересадкового сполучення Київ — Могилів-Подільський відправляється з Києва по середах, п'ятницях, неділях (3,5,7 днях), зворотно — пщопонеділка, щочетверга, щосуботи (1, 4, 6 днях). Роз'єднання та об'єднання вагонів безпересадкового сполучення з основною групою потяга відбувається на станції Жмеринка.
Другий склад «Подільського експресу» курсує також цілий рік, щоденно. На маршруті руху потяг зупиняється на 8 проміжних станціях.
| Розклад руху потяга «Подільський експрес» № 771/772 з 8 грудня 2019 року | Розклад руху потяга «Подільський експрес» № 771/772 з 8 грудня 2019 року | Розклад руху потяга «Подільський експрес» № 771/772 з 8 грудня 2019 року | Розклад руху потяга «Подільський експрес» № 771/772 з 8 грудня 2019 року | Розклад руху потяга «Подільський експрес» № 771/772 з 8 грудня 2019 року |
| Час прибуття                                                             | Час відправлення                                                         | Станції                                                                  | Час прибуття                                                             | Час відправлення                                                         |
| ------------------------------------------------------------------------ | ------------------------------------------------------------------------ | ------------------------------------------------------------------------ | ------------------------------------------------------------------------ | ------------------------------------------------------------------------ |
| —                                                                        | 23:44                                                                    | Київ                                                                     | 19:43                                                                    | —                                                                        |
| 05:13                                                                    | —                                                                        | Хмельницький                                                             | —                                                                        | 14:24                                                                    |

## Схема потяга
Максимальна допустима довжина першого складу потяга № 769/757—770/758 — 14 вагонів підвищеного комфорту, серед яких в наявності сидячі вагони 2-го класу, з них 5 вагонів у сполученні Київ — Могилів-Подільський, решта — до Кам'янця-Подільського.
Нумерація вагонів при відправленні з Києва, Могильова-Подільського — від локомотива потяга, з Кам'янця-Подільського — з хвоста потяга.
Станції зміни напрямку руху — Жмеринка, Гречани.
Максимальна допустима довжина другого складу потяга № 771/772 — 8 вагонів підвищеного комфорту, серед яких в наявності 2 вагони у сполученні Шостка — Хмельницький.